# 士禍
士禍（しか、サファ、朝鮮語: 사화）は、李氏朝鮮時代における、士（官僚）に対する粛清（弾圧）の事を差す。「士林（士林派）の禍」の略語。

## 概要
当初、引き起こした側の勲旧派や外戚側からは「乱」と規定しているものに対し、被害者側の士林勢力側は「無実の人が被った災禍」だと主張、「士林の禍」という表現を用いた。士林派が政治的優位となった宣祖時代からそのまま士禍という言葉を使われた。
当初は、勲旧派や外戚が新興勢力の士林派に対して行ったものであるが、勲旧派や民衆なども巻き添えになったり、後には士林派同士の学閥、党派争いによる士禍も起こっている。
- 燕山君時代、1506年の丙寅士禍。燕山君の背徳的かつ暴虐的な行為を痛烈に批判する功臣、および民衆らを燕山君自身の手で大量粛清・大量処刑した事件。
- 景宗時代、1721年 - 1722年の辛壬士禍（辛丑・壬寅の獄、ko:신임사화）。景宗暗殺嫌疑による少論派の老論派粛清事件。
- 英祖時代、1762年の壬午士禍（壬午の獄、ko:임오옥）。羅景彦の死刑および思悼世子（荘献世子）の餓死事件。

などがある。

## 四大士禍
四大士禍と言われる大きな士禍は以下である。
- 燕山君時代、1498年の戊午士禍。金宗直の書いた世祖の王位簒奪批判の書面を理由に、勲旧派が士林派を大量粛清した事件。
- 燕山君時代、1504年の甲子士禍。燕山君の生母・尹氏毒殺の件に絡んで士林派と勲旧派合わせて約50人を一斉処刑した事件。
- 中宗時代、1519年の己卯士禍。趙光祖の性急な改革に対する反動による趙光祖一派の粛清事件。
- 明宗時代、1545年の乙巳士禍。明宗の外戚尹元衡（文定王后・尹氏の弟）らによる反対勢力の粛清事件。